# Adolphe Miné
Adolphe Miné, né à Paris le 4 novembre 1796 – mort le 30 octobre 1854 à Chartres, est un organiste, pianiste, et compositeur français.

## Biographie
On sait peu de choses sur  la formation musicale de Jacques-Claude-Adolphe Miné outre quelques lignes chez Fétis  (réf.) Il entre au Conservatoire de musique de Paris le 5 septembre 1811 où il étudie le violoncelle et l’harmonie, ainsi que l’orgue avec François Benoist.
Il est organiste accompagnateur (à l’orgue de chœur) de l’église Saint-Roch en 1840, avant de devenir plus tard maître de chapelle et organiste du grand-orgue de la cathédrale de Chartres où il meurt en 1854.
Compositeur prolifique, il se fait connaître comme compositeur de musique religieuse et profane, et comme auteur d’ouvrages pédagogiques ainsi que de traités sur le plain-chant.

## Œuvres

### Avec Fessy
Il collabore avec Alexandre Fessy (1804-1856) pour la publication du Guide de l’Organiste, une collection d’offices complets en 12 livraisons, Paris, v. 1839, dont :
1. Messe Royale de Dumont
2. Messe des annuels et des grands solennels
3. Messe des petits solennels (plain chant et morceaux)
4. Messe des doubles majeurs
5. Messe pour le temps de Noël
6. Vêpres du dimanche (plain chant et morceaux)
7. Office des complies, Te Deum parisien et …
8. Hymnes…
9. …
10 & 11. Te Deum Solennel pour l’Orgue
12. Cinq morceaux pour le Magnificat du premier ton. Morceau d’élévation, rentrée de procession, etc.
Et on leur doit aussi :
L’Organiste français chez Richault à Paris, recueil de pièces variées en 7 années (v. 1845).

### En solo
Cinquante pièces d'orgue, Op. 53, Paris : Richault
Méthode d’orgue, en 2 parties (1836)
L’Organiste pratique, Recueil indispensable aux jeunes organistes, contenant cent cinquante morceaux d’orgue, Paris, Canaux (1840)
Pièces d’orgue en 2 suites Op. 54.
Solfège ou Méthode pour apprendre les principes de la musique à solfier et vocaliser avec accpt de piano
Divers traités sur le plain-chant, quantité de musique instrumentale dans les genres à la mode.
Plusieurs pièces profanes, pour piano, voix, etc.
- ‘tis the Last Rose of Summer, air irlandais varié pour piano.
- Une soirée d'été, sérénade à 2 voix avec accompagnement.

### Partitions
- BnF, Gallica Partitions
- « Adolphe Miné » (partitions libres de droits), sur l'IMSLP
- 16 Pièces choisies pour orgue chez Chanvrelin
- (nl) Orgelhistorie.org Messe pour le temps de Noël.
- Musica rééditions de musique religieuse, messe brève et cantiques

### YouTube
- Extraits de la Messe royale de Dumont, par Fessy et Miné (Guide de l’Organiste liv. 1) par Jean-Luc Perrot à l’orgue Cavaillé-Coll de Poligny.
- Messe pour le temps de Noël, par Fessy et Miné (Guide de l’Organiste liv. 5) par Jean-Pierre Sylvestre sur “Hauptwerk”.
- Offertoire en Fa par Pastór de Lasala à l’orgue M.P. Möller (1929), Mosman Uniting Church, Sydney.